# L'Inexpliqué
L'Inexpliqué ou The Unexplained: Mysteries of Mind, Space, & Time est un magazine populaire publié au Royaume-Uni entre 1980 et 1983 par Orbis Publishing. Il a abordé plus de 150 questions liées aux mystères et au paranormal, telles que les OVNIs, le Triangle des Bermudes, les fantômes, la combustion humaine spontanée, les fées de Cottingley, les connaissances anciennes, les monstres marins, le Yéti, des coïncidences étranges, les cercles de pierres, la médiumnité, et des personnes liées à l'occulte. Le magazine était publié comme un journal avec une numérotation continue des pages d'une édition à une autre.
Le magazine a été édité par Peter Brookesmith, et des consultants comme le professeur A. J. Ellison. Le directeur de rédaction était Brian Innes, qui avait déjà travaillé sur Man, Myth & Magic. Une version complémentaire est alors publiée en France, sous le titre de L'Inexpliqué, contenant des articles de presse écrits différemment. La série est publiée du volume 8 au 26.
Les fascicules étaient très populaires, et ses débuts dans les kiosques britanniques coïncident avec série télévisée Arthur C. Clarke 's Mysterious World. Les articles de la revue ont été publiés ultérieurement sous forme de livres au cours de la fin des années 1980 par différents éditeurs. 